# Reprezentacja Iranu w piłce nożnej mężczyzn

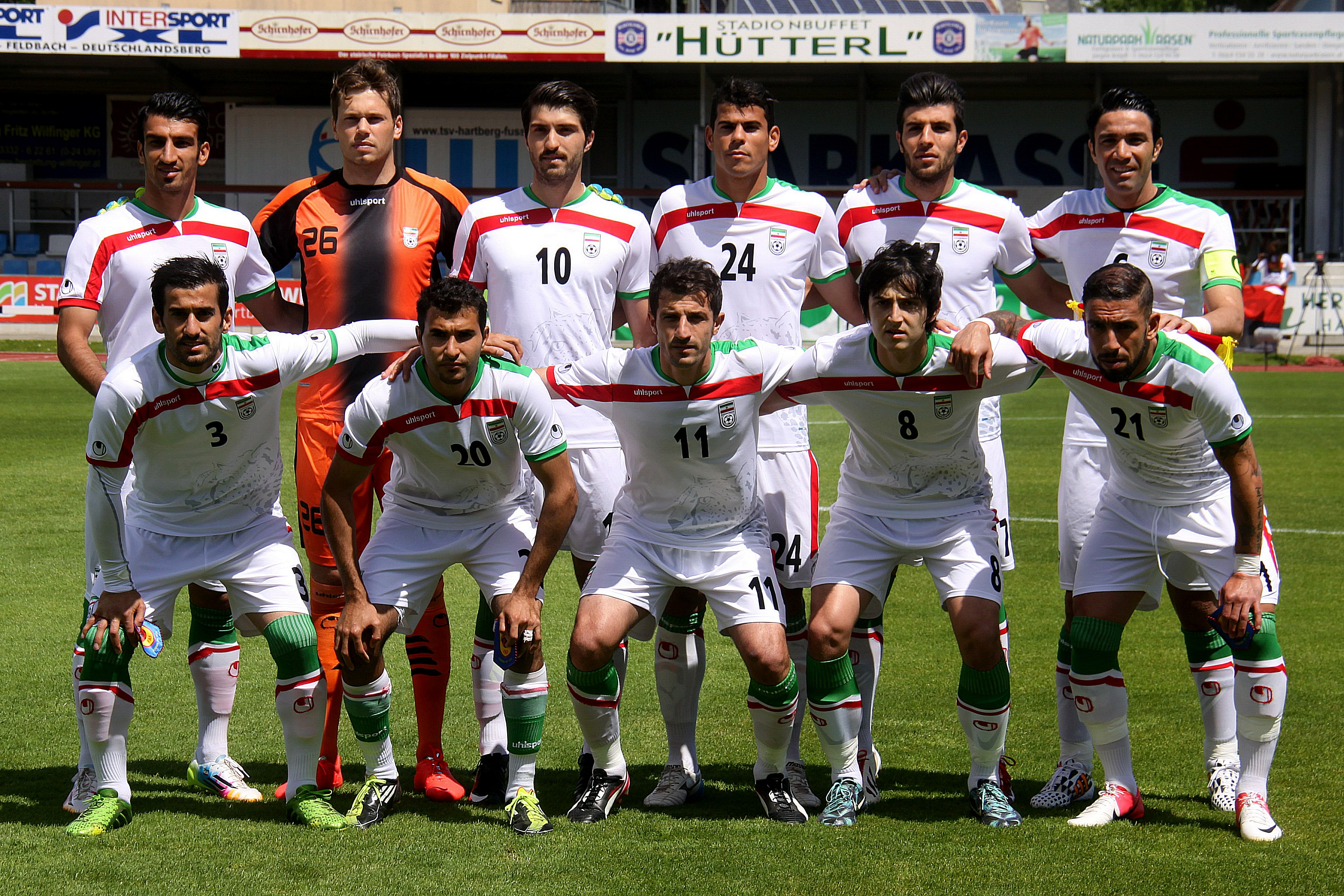
Reprezentacja Iranu przed meczem z Angolą w 2014 roku.

Reprezentacja Iranu w piłce nożnej mężczyzn (pers. ‏تیم ملی فوتبال مردان ایران‎) – męski zespół piłkarski, biorący udział w imieniu Iranu w meczach i sportowych imprezach międzynarodowych, powoływany przez selekcjonera, w którym mogą występować wyłącznie zawodnicy posiadający obywatelstwo irańskie. Reprezentacja rozgrywa swoje mecze od 1941 roku. Największe sukcesy odniosła w latach 70. XX wieku. Od 1968 do 1976 roku trzy razy z rzędu triumfowała w Pucharze Azji, a dwa lata po ostatnim zwycięstwie pierwszy raz w historii udało jej się dostać do finałów mistrzostw świata. Na boiskach Argentyny podopieczni znanego irańskiego szkoleniowca Heshmata Mohajeraniego po dwóch porażkach (z Holandią 0:3 i Peru 1:4) oraz remisie ze Szkocją 1:1 zajęli ostatecznie ostatnie miejsce w grupie.
Na kolejny awans do Mundialu Irańczycy musieli czekać dwadzieścia lat. W 1998 roku odnieśli także swoje pierwsze zwycięstwo na światowym czempionacie, w prestiżowym spotkaniu ze Stanami Zjednoczonymi. Wygrali wówczas 2:1, a strzelcami goli byli Hamid Reza Estili i Mehdi Mahdawikia. W pozostałych meczach ulegli jednak Niemcom 0:2 i Jugosłowianom 0:1 i po raz drugi żegnali się z turniejem już po fazie grupowej.
W Iranie piłka nożna cieszy się ogromną popularnością. Na mecze pierwszej i drugiej ligi przychodzi nawet 80 tysięcy kibiców. Futbolowa infrastruktura jest jedną z najlepszych na świecie, a pierwsze selekcje odbywają się już na początku nauki w szkołach podstawowych.
Reprezentanci kraju grają w większości w rodzimych klubach. Jedynie kilka największych gwiazd występowało na co dzień w Bundeslidze, ale większość z nich zakończyła reprezentacyjne kariery po Mundialu 2006. Właśnie z Niemiec przyjeżdżali na zgrupowania kadry – pomocnicy Ali Karimi (Bayern Monachium), Mehdi Mahdawikia (Hamburger SV) i Ferydoon Zandi z 1. FC Kaiserslautern oraz napastnik Vahid Hashemian, gracz Hannoveru. Zupełnie osobną postacią w historii irańskiego futbolu jest niedawny kapitan i lider drużyny Ali Daei, z Bayernem finalista Pucharu Mistrzów 1999, rekordzista pod względem liczby meczów i strzelonych goli w reprezentacji.
Od października 2003 do czerwca 2006 roku po raz drugi (wcześniej w 2002 roku) selekcjonerem drużyny narodowej był 52-letni Chorwat Branko Ivanković, uczeń słynnego Miroslava Blaževicia. Ivanković awansował z nią do Mundialu 2006. W Niemczech Irańczycy zdobyli tylko jeden punkt (po remisie 1:1 z reprezentacją Angoli przegrali dwa pozostałe mecze z Meksykiem 1:3 oraz Portugalią 0:2), i po turnieju zdymisjonowany został nie tylko selekcjoner, ale i prezes Irańskiego Związku Piłki Nożnej. Później irańską kadrę prowadzili kolejno Amir Ghalenoei, Parviz Mazloomi, Mansour Ebrahimzadeh, Ali Daei, Erich Rutemöller, Afszin Ghotbi, i Ali Reza Mansourian. Od 2011 roku selekcjonerem reprezentacji był Portugalczyk Carlos Queiroz. Odszedł w 2019 roku po Pucharze Azji 2019 w którym Iran odpadł w półfinale. Ponad 7-letnia praca Queiroza to rekord w historii irańskiej reprezentacji.

## Historia

### Udział wMistrzostwach Świata 2014
Reprezentacja Iranu zakończyła swój udział na Mistrzostwach Świata w Brazylii, zajmując ostatnie miejsce w grupie po bezbramkowym remisie z Nigerią oraz dwóch porażkach z Argentyną 0:1 i Bośnią 1:3. Nie uzyskała tym samym awansu do 1/8 finału.

### Udział wMistrzostwach Świata 2018
Iran na mundialu w Rosji grał w grupie B razem z Portugalią, Hiszpanią oraz Marokiem. Po zwycięstwie 1:0 nad Marokańczykami Irańczycy doznali minimalnej porażki 0:1 z Hiszpanami i zremisowali 1:1 z Portugalczykami. Okazało się to jednak za mało by awansować i podopieczni Carlosa Queiroza zakończyli zmagania w turnieju na fazie grupowej.   

## Udział wMistrzostwach Świata
| 1930 | Nie brała udziału           | Nie brała udziału           |
| 1934 | Nie brała udziału           | Nie brała udziału           |
| 1938 | Nie brała udziału           | Nie brała udziału           |
| 1950 | Nie brała udziału           | Nie brała udziału           |
| 1954 | Nie brała udziału           | Nie brała udziału           |
| 1958 | Nie brała udziału           | Nie brała udziału           |
| 1962 | Nie brała udziału           | Nie brała udziału           |
| 1966 | Nie brała udziału           | Nie brała udziału           |
| 1970 | Nie brała udziału           | Nie brała udziału           |
| 1974 | Nie zakwalifikowała się     | Nie zakwalifikowała się     |
| 1978 | Awans                       | Faza grupowa                |
| 1982 | Wycofała się z kwalifikacji | Wycofała się z kwalifikacji |
| 1986 | Dyskwalifikacja             | Dyskwalifikacja             |
| 1990 | Nie zakwalifikowała się     | Nie zakwalifikowała się     |
| 1994 | Nie zakwalifikowała się     | Nie zakwalifikowała się     |
| 1998 | Awans                       | Faza grupowa                |
| 2002 | Nie zakwalifikowała się     | Nie zakwalifikowała się     |
| 2006 | Awans                       | faza grupowa                |
| 2010 | Nie zakwalifikowała się     | Nie zakwalifikowała się     |
| 2014 | Awans                       | Faza grupowa                |
| 2018 | Awans                       | Faza grupowa                |
| 2022 | Awans                       | Faza grupowa                |
| 2026 | Awans                       |                             |

## Udział wPucharze Azji

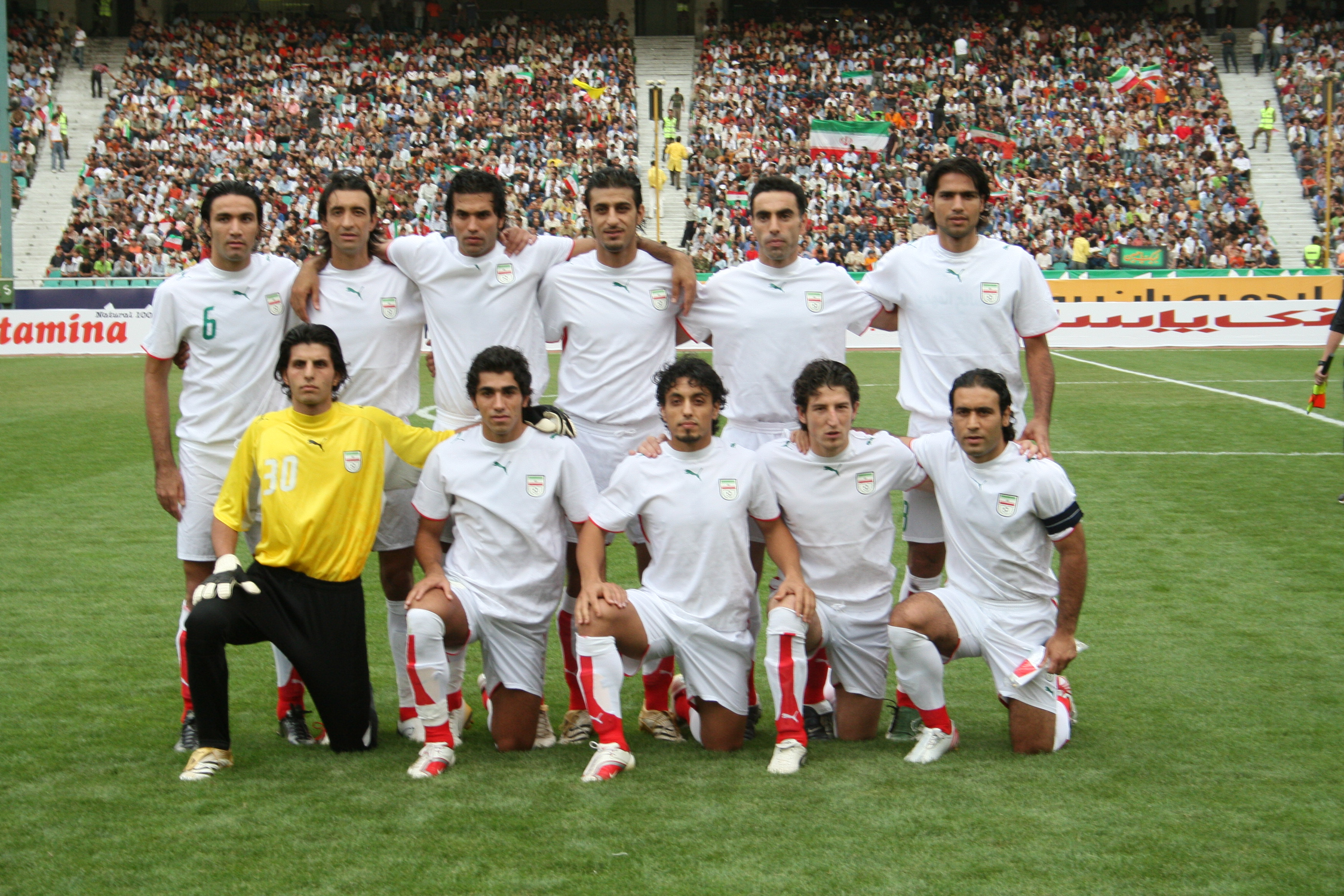
Reprezentacja Iranu, 2009

- 1956 – Nie brał udziału
- 1960 – Nie zakwalifikował się
- 1964 – Nie brał udziału
- 1968 – Mistrzostwo
- 1972 – Mistrzostwo
- 1976 – Mistrzostwo
- 1980 – III miejsce
- 1984 – IV miejsce
- 1988 – III miejsce
- 1992 – Faza grupowa
- 1996 – III miejsce
- 2000 – Ćwierćfinał
- 2004 – III miejsce
- 2007 – Ćwierćfinał
- 2011 – Ćwierćfinał
- 2015 – Ćwierćfinał
- 2019 – Półfinał (3. miejsce)
- 2023 – Półfinał (3. miejsce)

## Udział w Igrzyskach Olimpijskich
- 1900 – 1960 – Nie brała udziału
- 1964 – I runda
- 1968 – Nie brała udziału
- 1972 – I runda
- 1976 – Ćwierćfinał
- 1980 – Zakwalifikowała się, ale nie wzięła udziału z powodu bojkotu
- 1984 – Nie brała udziału, z powodu bojkotu.
- 1988 – 2012 - Nie zakwalifikowała się

## Rekordziści
Stan na 21 listopada 2022

### Najwięcej występów w reprezentacji.

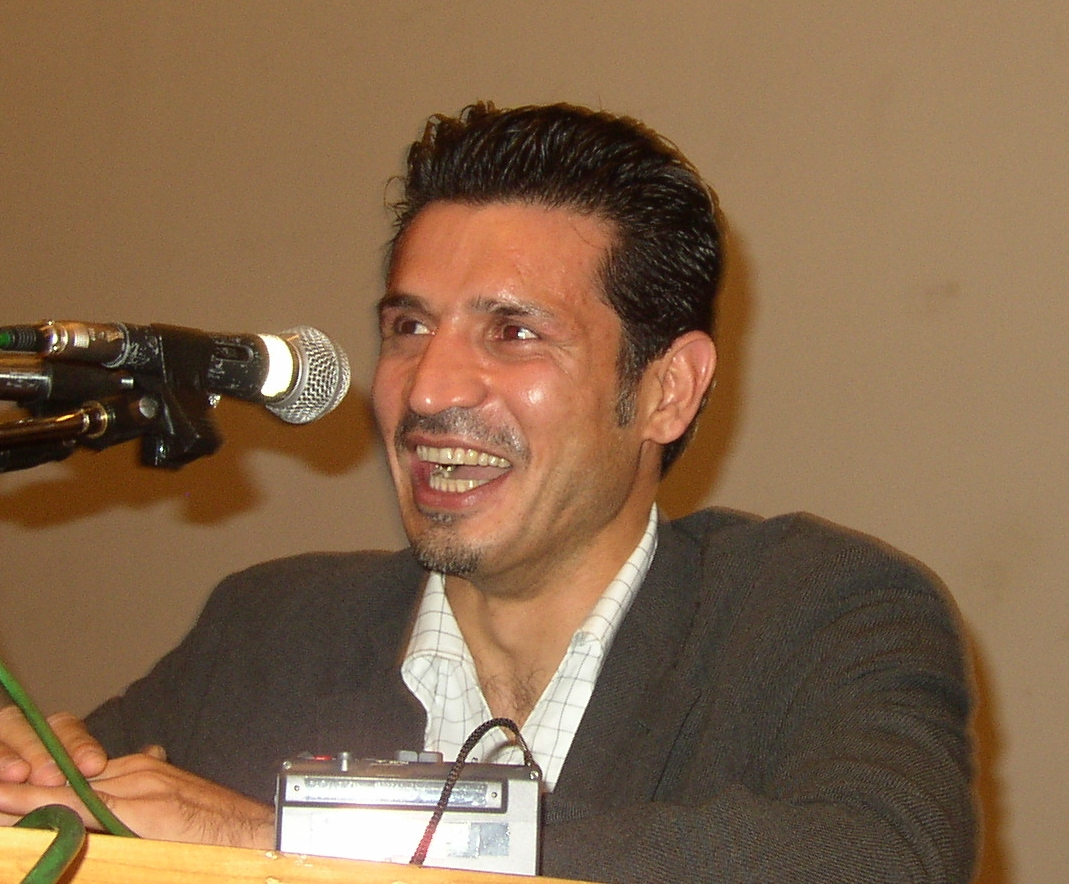
Ali Daei - rekordzista pod względem liczby bramek w reprezentacji Iranu.

| Mj | Zawodnik            | Lata gry  | Występy | Bramki |
| -- | ------------------- | --------- | ------- | ------ |
| 1  | Dżawad Nekunam      | 2000–2015 | 151     | 39     |
| 2  | Ali Daei            | 1993–2006 | 149     | 109    |
| 3  | Ehsan Hadżsafi      | od 2008   | 129     | 7      |
| 4  | Ali Karimi          | 1998–2013 | 127     | 38     |
| 5  | Dżalal Hosejni      | 2007–2018 | 115     | 8      |
| 6  | Mehdi Mahdawikia    | 1996–2009 | 110     | 13     |
| 7  | Andranik Tejmurijan | 2005-2016 | 101     | 9      |
| 8  | Karim Ansarifard    | od 2009   | 96      | 29     |
| 9  | Karim Bageri        | 1993–2010 | 87      | 50     |
| 10 | Masud Szodża’i      | 2004-2019 | 87      | 8      |

### Najwięcej bramek w reprezentacji.
| Mj. | Zawodnik             | Lata gry  | Bramki | Występy |
| --- | -------------------- | --------- | ------ | ------- |
| 1   | Ali Daei             | 1993–2006 | 109    | 149     |
| 2   | Karim Bageri         | 1993–2010 | 50     | 87      |
| 3   | Sardar Azmun         | 2014–     | 45     | 71      |
| 4   | Dżawad Nekunam       | 2000–2015 | 39     | 151     |
| 5   | Ali Karimi           | 1998–2013 | 38     | 127     |
| 6   | Mehdi Taremi         | 2015–     | 36     | 68      |
| 7   | Karim Ansarifard     | 2009–     | 29     | 96      |
| 8   | Golam Hosejn Mazlumi | 1969–1977 | 19     | 48      |
| 9   | Farszad Pius         | 1984–1994 | 18     | 34      |
| 10  | Reza Ghuczanneżad    | 2012–2018 | 17     | 44      |

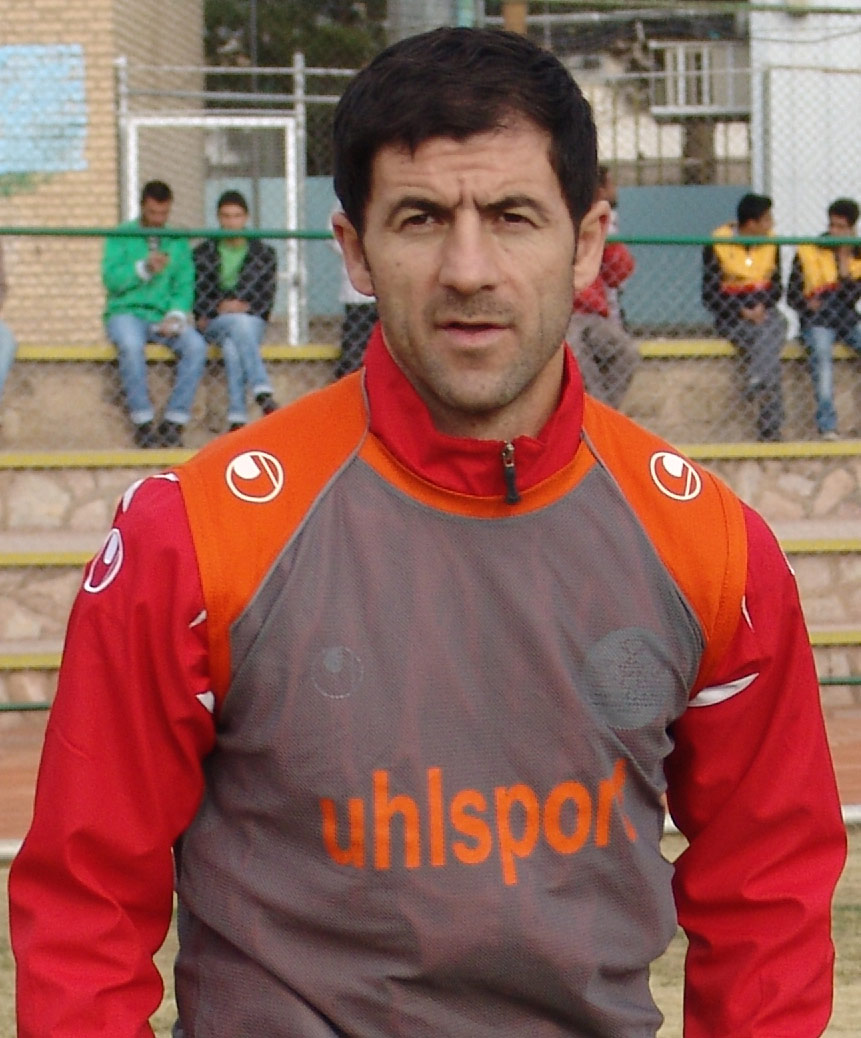
Karim Bagheri – strzelec 50 bramek dla reprezentacji Iranu.

- Pogrubioną czcionką oznaczono piłkarzy, którzy nadal występują w kadrze.

## Kapitanowie reprezentacji

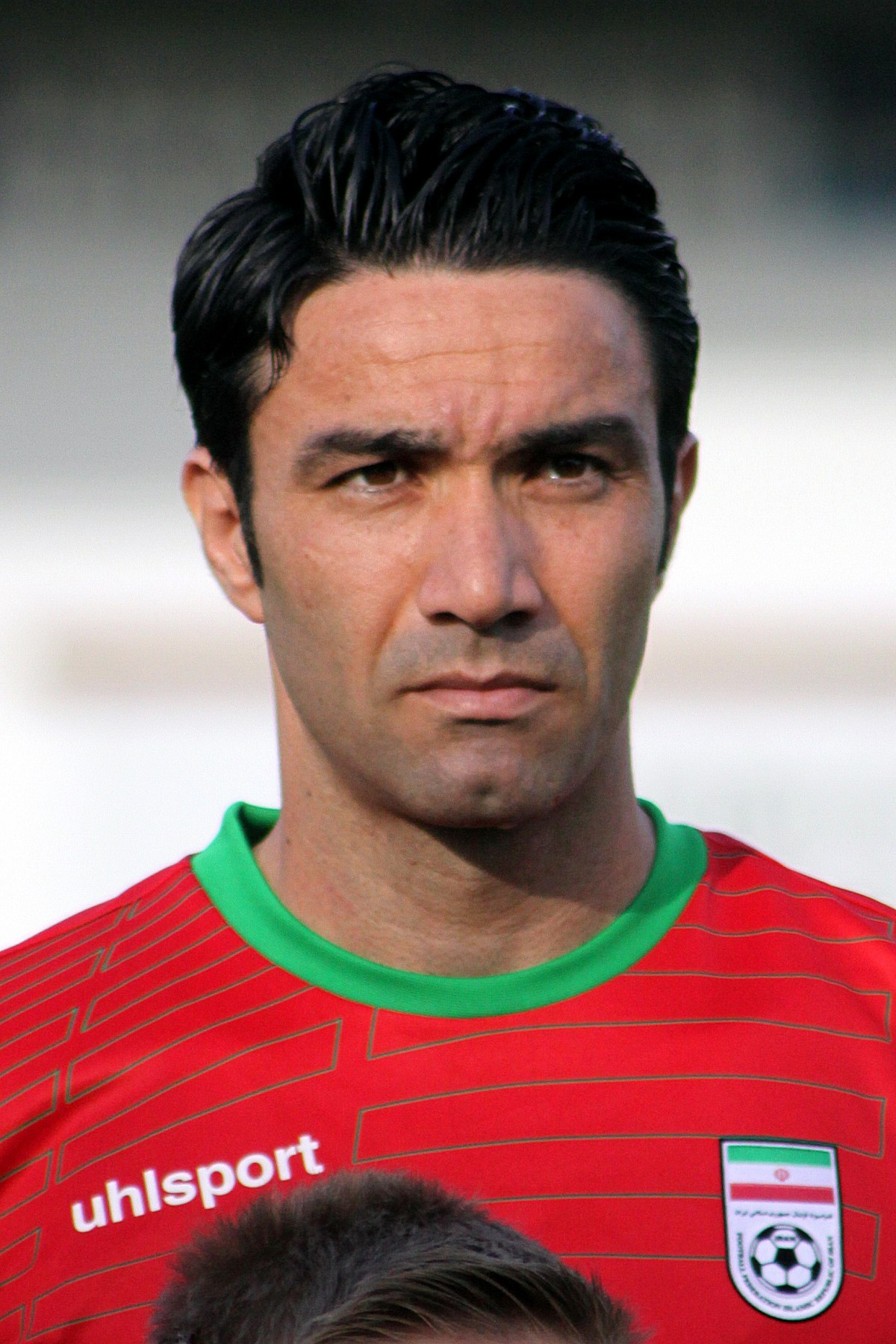
Javad Nekounam - Kapitan reprezentacji w latach 2009-2015.

| Mj | Lata bycia kapitanem | Zawodnik             | Występy (gole) w reprezentacji |
| -- | -------------------- | -------------------- | ------------------------------ |
| 1  | 1984–1987, 1989–1991 | Mohammad Pandżali    | 45 (0)                         |
| 2  | 1987–1989, 1991–1993 | Sirous Ghayeghran    | 40 (6)                         |
| 3  | 1993                 | Hamid Derachszan     | 41 (9)                         |
| 4  | 1993–1994            | Farszad Pius         | 35 (19)                        |
| 5  | 1996–1998            | Ahmad Reza Abedzadeh | 79 (0)                         |
| 6  | 1998–1999            | Nader Mohammadchani  | 64 (4)                         |
| 7  | 1999–2000            | Hamid Estili         | 82 (12)                        |
| 8  | 2000–2006            | Ali Daei             | 149 (109)                      |
| 9  | 2006–2009            | Mehdi Mahdawikia     | 111 (13)                       |
| 10 | 2009–2015            | Dżawad Nekunam       | 151 (39)                       |
| 11 | 2015–2016            | Andranik Tejmurijan  | 101 (9)                        |
| 12 | 2016–                | Aszkan Deżagah       | 59 (11)                        |
| 13 | 2016–                | Masud Szodża’i       | 87 (8)                         |
| 14 | 2016–                | Ehsan Hadżsafi       | 129 (7)                        |

## Trenerzy

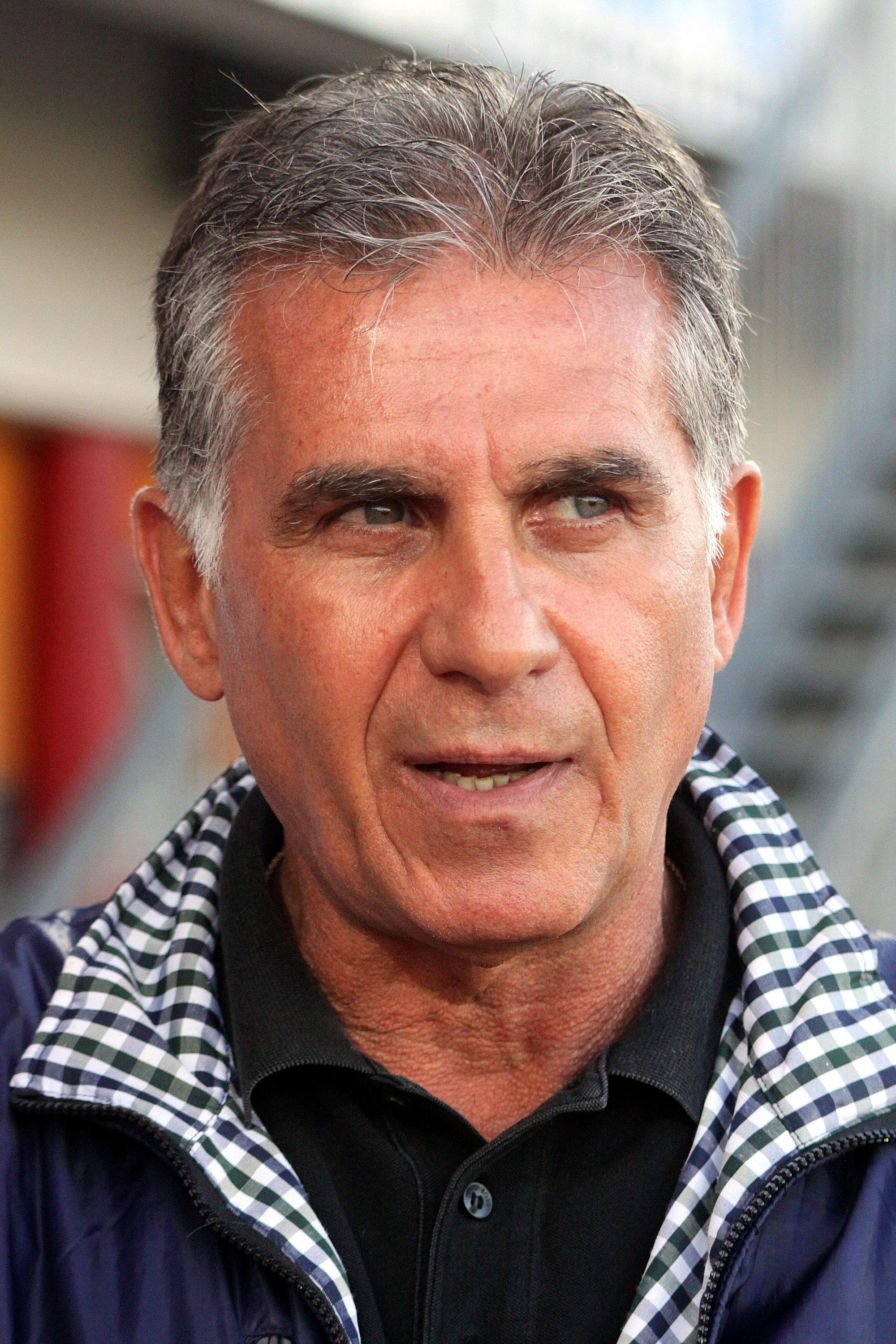
Carlos Queiroz – trener reprezentacji w latach 2011-2019 i 2022-2023.

| Imię i nazwisko        | Państwo    | Od                  | Do                   |
| ---------------------- | ---------- | ------------------- | -------------------- |
| Hossein Sadaghiani     | Iran       | 15 stycznia 1941    | 5 marca 1951         |
| Mostafa Salimi         | Iran       | 5 marca 1951        | 2 kwietnia 1952      |
| József Mészáros        | Węgry      | 5 grudnia 1957      | 18 grudnia 1959      |
| Hossein Fekri          | Iran       | 1 czerwca 1961      | 16 marca 1966        |
| György Szűcs           | Węgry      | 10 września 1966    | 24 listopada 1967    |
| Hossein Fekri          | Iran       | 24 listopada 1967   | 26 listopada 1967    |
| Mahmoud Bayati         | Iran       | 26 listopada 1967   | 7 marca 1969         |
| Zdravko Rajkov         | Jugosławia | 7 marca 1969        | 17 września 1970     |
| Igor Netto             | ZSRR       | 4 listopada 1970    | 10 września 1971     |
| Parviz Dehdari         | Iran       | 10 września 1971    | 7 maja 1972          |
| Mohammad Ranjbar       | Iran       | 7 maja 1972         | 25 czerwca 1972      |
| Mahmoud Bayati         | Iran       | 26 czerwca 1972     | 17 stycznia 1974     |
| Danny McLennan         | Szkocja    | 17 stycznia 1974    | 3 września 1974      |
| Frank O’Farrell        | Irlandia   | 3 września 1974     | 10 sierpnia 1975     |
| Heshmat Mohajerani     | Iran       | 10 sierpnia 1975    | 6 września 1978      |
| Hassan Habibi          | Iran       | 12 marca 1979       | 25 lutego 1982       |
| Jalal Cheraghpour      | Iran       | 1 marca 1982        | 25 listopada 1982    |
| Mahmoud Yavari         | Iran       | 7 sierpnia 1984     | 1 grudnia 1984       |
| Nasser Ebrahimi        | Iran       | 1 grudnia 1984      | 16 lutego 1985       |
| Fereydoun Asgarzadeh   | Iran       | 11 lutego 1986      | 21 lutego 1986       |
| Parviz Dehdari         | Iran       | marzec 1986         | 22 stycznia 1989     |
| Reza Vatankhah         | Iran       | 22 stycznia 1989    | 17 marca 1989        |
| Mehdi Monajati         | Iran       | 30 maja 1989        | 22 lipca 1989        |
| Ali Parvin             | Iran       | 1 listopada 1989    | 28 października 1993 |
| Stanko Poklepović      | Chorwacja  | 3 października 1994 | 26 kwietnia 1996     |
| Mohammad Majaeli Kohan | Iran       | 26 kwietnia 1996    | 7 listopada 1997     |
| Valdeir Vieira         | Brazylia   | 16 listopada 1997   | 28 listopada 1997    |
| Tomislav Ivić          | Chorwacja  | 28 listopada 1997   | 22 kwietnia 1998     |
| Dżalal Talebi          | Iran       | 3 czerwca 1998      | 13 października 1998 |
| Mansour Pourheidari    | Iran       | 3 czerwca 1998      | 13 października 1998 |
| Dżalal Talebi          | Iran       | 22 marca 2000       | 1 stycznia 2001      |
| Ademar Braga           | Brazylia   | 1 stycznia 2001     | 19 stycznia 2001     |
| Miroslav Blažević      | Chorwacja  | 24 kwietnia 2001    | 6 lutego 2002        |
| Branko Ivanković       | Chorwacja  | 6 lutego 2002       | 4 lutego 2003        |
| Homajaoun Shahrokhi    | Iran       | 4 lutego 2003       | 26 września 2003     |
| Branko Ivanković       | Chorwacja  | 26 września 2003    | 21 czerwca 2006      |
| Amir Ghalenoei         | Iran       | 8 sierpnia 2006     | 22 grudnia 2007      |
| Parviz Mazloomi        | Iran       | 16 czerwca 2007     | 24 czerwca 2007      |
| Mansour Ebrahimzadeh   | Iran       | 10 stycznia 2008    | 20 marca 2008        |
| Ali Daei               | Iran       | 20 marca 2008       | 28 marca 2009        |
| Erich Rutemöller       | Niemcy     | 28 marca 2009       | 22 kwietnia 2009     |
| Afszin Ghotbi          | Iran       | 22 kwietnia 2009    | 22 stycznia 2011     |
| Ali Reza Mansourian    | Iran       | 22 stycznia 2011    | 4 kwietnia 2011      |
| Carlos Queiroz         | Portugalia | 4 kwietnia 2011     | 28 stycznia 2019     |
| Marc Wilmots           | Belgia     | 20 maja 2019        | 4 grudnia 2019       |
| Dragan Skočić          | Chorwacja  | 6 lutego 2020       | 7 września 2022      |
| Carlos Queiroz         | Portugalia | 7 września 2022     | 31 stycznia 2023     |

## Sponsorzy techniczni

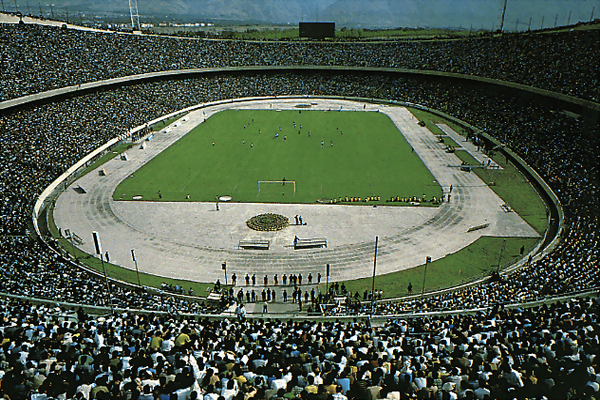
Stadion Azadi

| Lata      | Sponsor    |
| --------- | ---------- |
| 1977–1978 | Adidas     |
| 1993–1998 | Shekari    |
| 1998–2000 | Puma       |
| 2000–2004 | Shekari    |
| 2004–2006 | Daei Sport |
| 2006–2007 | Puma       |
| 2007–2008 | Merooj     |
| 2008–2009 | Daei Sport |
| 2009–2011 | Legea      |
| 2011–2012 | Puma       |
| 2012–2016 | Uhlsport   |
| 2016      | Givova     |
| 2016–2019 | Adidas     |
| od 2019   | Uhlsport   |

## Stadion
Reprezentacja Iranu większość swoich meczów gra na stadionie Azadi, który obecnie może pomieścić 95225 widzów. Rekord frekwencji padł podczas meczu kwalifikacyjnego do Mistrzostw Świata 1998 z Australią - 128 tysięcy widzów. Stadion ten jest czwartym największym na świecie, drugim w Azji i pierwszym na Bliskim Wschodzie. Inne stadiony na których reprezentacja Iranu rozgrywała swoje mecze to: Stadion Sahand, Stadion Takhti i Stadion Enghelab.